# Kallaste (Kihelkonna)

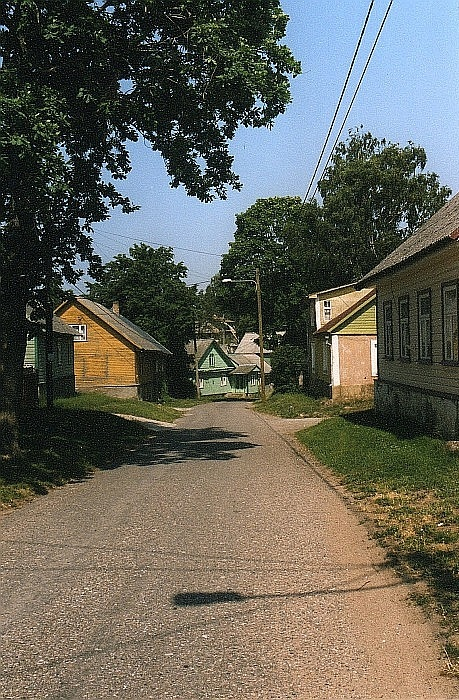
Kallaste

Kallaste – wieś w Estonii, na wyspie Sarema, w prowincji Sarema, w gminie Kihelkonna.